# هیروشیما (فیلم ۱۹۵۳)
هیروشیما (به ژاپنی: ひろしま) یک فیلم مستند ژاپنی محصول ۱۹۵۳ به کارگردانی هیدئو سکیگاوا که دربارهٔ بمباران اتمی هیروشیما و ناگاساکی و تأثیر آن است. داستان گروهی از معلمان، دانش‌آموزان و خانواده‌هایشان را در سال‌های پس از بمب‌گذاری روایت می‌کند. در یک سکانس فلاش بک، ده‌ها هزار نفر از افراد اضافی از هیروشیما، که بسیاری از آنها بازمانده بودند، بلافاصله پس از بمباران به بازسازی «منظره جهنم» کمک کردند.
این فیلم بر اساس روایت‌های شاهدان عینی از بچه‌های بازماندگان بمب‌گذاری که توسط دکتر آراتا اوسادا برای کتاب پرفروش ۱۹۵۱ (فرزندان بمب: عهد پسران و دختران هیروشیما) گردآوری شده بود. این فیلم که با حمایت اتحادیه معلمان ژاپن تولید شد، موضع «ضد آمریکایی» و محتوای گرافیکی آن مانع از اکران گسترده آن شد. در گمنامی فرورفت، اما در اواخر دهه ۲۰۱۰ دوباره ظاهر شد. بسیاری از بازیگران و خدمه نقش‌های مهمی را در سینمای ژاپن پس از جنگ بازی کردند.

## داستان
فیلم در کلاس درس در حالی آغاز می‌شود که دانش آموزان و یک معلم به پخش رادیویی گوش می‌دهند که جزئیات انفجار یک بمب هسته‌ای در شهر در ۶ اوت ۱۹۴۵ را شرح می‌دهد. دختری فریاد می‌زند: "بس کن! بس کن!" و بینی‌اش شروع به خونریزی می‌کند. مشخص شد که او و یک سوم از کلاس به سرطان خون، "بیماری بمب اتم" مبتلا هستند.
این فیلم نشان می‌دهد که چگونه گروه‌هایی از مردم با رنج ناشی از انفجار کنار می‌آیند. کودکان در مرکز روایت قرار دارند. نشان داده شده‌است که بسیاری از آنها تبدیل به «لاشخورهای خودسر» شده‌اند که به گردشگران سوغاتی می‌فروشند. دیگری که ترک تحصیل می‌کند، با قمار با آسیب‌های روحی خود کنار می‌آید. بر تبعیض اعمال شده علیه قربانیان انفجار تأکید شده‌است.